# Торопцев, Юрий Лаврентьевич
Юрий Лаврентьевич Торопцев (25 марта 1925 — 27 декабря 2020) — бригадир слесарей-турбинистов Невинномысского участка треста «Кавказэнергомонтаж» Министерства энергетики и электрификации СССР, Ставропольский край. Герой Социалистического Труда (20.04.1971).

## Биография
Родился 25 марта 1925 года в посёлке Суджанка Суджанской волости Томского уезда Томской губернии, ныне — город Анжеро-Судженск Кемеровской области. Русский.
В 17 лет пошёл учиться слесарному делу, затем в составе бригады монтажников работал на стройках многих крупных энергетических объектов страны. Постепенно приобрёл немалый опыт строителя-монтажника: в годы Великой Отечественной войны принимал участие в сооружении передвижных электростанций, а позднее — ТЭЦ и ГРЭС.
В 1950-х годах Ставропольский край остро нуждался в электроэнергии. Госплан принял решение о строительстве Невинномысской ГРЭС. В то время на стройках азотно-тукового завода, электростанции, шиноремонтного завода трудилась огромная армия людей. В Невинномысск в 1958 году приехал и Юрий, работал на только что открывшемся в городе участке треста «Кавказэнергомонтаж».
На Невинномысской ГРЭС его назначили бригадиром монтажников, причём самой большой бригады. Должность почётная, но и ответственная. Помимо монтажа всех вращающих механизмов (турбин, генераторов, насосов) монтировали и краны, и здания. Свою работу на Невинномысской электростанции он закончил в 1971 году, когда завершился монтаж парогазовой установки (ПГУ).
Указом Президиума Верховного Совета СССР от 20 апреля 1971 года за особые заслуги в выполнении заданий пятилетнего плана по развитию энергетики страны Торопцеву Юрию Лаврентьевичу присвоено звание Героя Социалистического Труда с вручением ордена Ленина и золотой медали «Серп и Молот».
62 года — таков общий стаж работы Ю. Л. Торопцева в строительстве. На его счету — монтаж многих знаменитых на всю страну электростанций, в создании которых он принимал непосредственное участие: Сумгаитской, Краснодарской, Грозненской, Гурьевской ТЭЦ, Сталинградской, Новомосковской, Ставропольской, Саратовской, Али-Байрамлинской, Новотроицкой ГРЭС и других.
Накопленный богатый опыт он щедро передавал молодёжи. Через бригаду Юрия Лаврентьевича прошло очень много толковых, грамотных парней, которые закончили энерготехникум, познали все тонкости профессии и дошли до руководящих постов. В 1977 году ему было присвоено почётное звание «Лучший наставник Ставрополья».
Избирался депутатом Невинномысского городского Совета депутатов трудящихся (1963), делегатом XV съезда профсоюзов СССР (1972). В 1978 году его имя было занесено в Книгу почёта крайкома профсоюза рабочих электростанций и электротехнической промышленности.
Жил в Невинномысске.

## Награды
- Золотая медаль «Серп и Молот» (20.04.1971);
- орден Ленина (20.04.1971)
- орден Трудового Красного Знамени (20.09.1962)
- Медаль «В ознаменование 100-летия со дня рождения Владимира Ильича Ленина»
- Медаль «За доблестный труд в Великой Отечественной войне 1941—1945 гг.»
- Медаль «За трудовое отличие» (28.05.1952)
- и другими
- нагрудным знаком «Отличный дорожник»
- Отмечен грамотами и дипломами.